# Benő Káposzta
Benő Káposzta (ur. 7 czerwca 1942 w Budapeszcie, zm. 11 sierpnia 2025 tamże) – węgierski piłkarz grający na pozycji obrońcy. W swojej karierze rozegrał 19 meczów w reprezentacji Węgier.

## Kariera klubowa
Całą swoją karierę piłkarską Káposzta spędził w klubie Újpesti Dózsa z Budapesztu. W sezonie 1959/1960 zadebiutował w nim w pierwszej lidze węgierskiej i grał w nim do zakończenia sezonu 1972/1973. Wraz z Újpestem sześciokrotnie był mistrzem kraju w latach 1960, 1969, 1970, 1971, 1972 i 1973 i czterokrotnie wicemistrzem w latach 1961, 1962, 1967 i 1968. Dwukrotnie zdobywał Puchar Węgier (1969, 1970). W 1967 roku wystąpił w przegranym finałowym dwumeczu Pucharu Mitropa ze Spartakiem Trnawa (3:2, 1:3). Z kolei w 1969 roku zagrał w finałowych meczach Pucharu Miast Targowych z Newcastle United, przegranych przez Újpest 0:3 i 2:3.

## Kariera reprezentacyjna
W reprezentacji Węgier Káposzta zadebiutował 3 maja 1966 roku w zremisowanym 1:1 towarzyskim spotkaniu z Polską. W 1966 roku został powołany do kadry na mistrzostwa świata w Anglii. Tam wystąpił w czterech meczach: z Portugalią (1:3), z Brazylią (3:1), z Bułgarią (3:1) i ćwierćfinale ze Związkiem Radzieckim (1:2). Od 1966 do 1969 roku rozegrał w kadrze narodowej 19 meczów.
W 1964 roku Káposzta zdobył złoty medal na igrzyskach olimpijskich w Tokio.
| Mecze i gole w reprezentacji | Mecze i gole w reprezentacji | Mecze i gole w reprezentacji | Mecze i gole w reprezentacji | Mecze i gole w reprezentacji | Mecze i gole w reprezentacji | Mecze i gole w reprezentacji |
| #                            | Data                         | Stadion                      | Rywal                        | Wynik                        | Gol                          | Rozgrywki                    |
| 1966                         | 1966                         | 1966                         | 1966                         | 1966                         | 1966                         | 1966                         |
| ---------------------------- | ---------------------------- | ---------------------------- | ---------------------------- | ---------------------------- | ---------------------------- | ---------------------------- |
| 1.                           | 03.05.1966                   | Chorzów, Polska              | Polska                       | 1:1                          | 0                            | towarzyski                   |
| 2.                           | 08.05.1966                   | Zagrzeb, Jugosławia          | Jugosławia                   | 0:2                          | 0                            | towarzyski                   |
| 3.                           | 05.06.1966                   | Budapeszt, Węgry             | Szwajcaria                   | 3:1                          | 0                            | towarzyski                   |
| 4.                           | 13.07.1966                   | Manchester, Anglia           | Portugalia                   | 1:3                          | 0                            | MŚ 1966                      |
| 5.                           | 15.07.1966                   | Liverpool, Anglia            | Brazylia                     | 3:1                          | 0                            | MŚ 1966                      |
| 6.                           | 20.07.1966                   | Manchester, Anglia           | Bułgaria                     | 3:1                          | 0                            | MŚ 1966                      |
| 7.                           | 23.07.1966                   | Sunderland, Anglia           | ZSRR                         | 1:2                          | 0                            | MŚ 1966                      |
| 8.                           | 07.09.1966                   | Rotterdam, Holandia          | Holandia                     | 2:2                          | 0                            | el. ME 1968                  |
| 9.                           | 21.09.1966                   | Budapeszt, Węgry             | Dania                        | 6:0                          | 0                            | el. ME 1968                  |
| 10.                          | 28.09.1966                   | Budapeszt, Węgry             | Francja                      | 4:2                          | 0                            | towarzyski                   |
| 1967                         |                              |                              |                              |                              |                              |                              |
| 11.                          | 23.04.1967                   | Budapeszt, Węgry             | Jugosławia                   | 1:0                          | 0                            | towarzyski                   |
| 12.                          | 06.09.1967                   | Wiedeń, Austria              | Austria                      | 3:1                          | 0                            | towarzyski                   |
| 13.                          | 27.09.1967                   | Budapeszt, Węgry             | NRD                          | 3:1                          | 0                            | el. ME 1968                  |
| 14.                          | 29.10.1967                   | Lipsk, NRD                   | NRD                          | 0:1                          | 0                            | el. ME 1968                  |
| 1969                         |                              |                              |                              |                              |                              |                              |
| 15.                          | 25.05.1969                   | Budapeszt, Węgry             | Czechosłowacja               | 2:0                          | 0                            | el. MŚ 1970                  |
| 16.                          | 08.06.1969                   | Dublin, Irlandia             | Irlandia                     | 2:1                          | 0                            | el. MŚ 1970                  |
| 17.                          | 15.06.1969                   | Kopenhaga, Dania             | Dania                        | 2:3                          | 0                            | el. MŚ 1970                  |
| 18.                          | 14.09.1969                   | Praga, Czechosłowacja        | Czechosłowacja               | 3:3                          | 0                            | el. MŚ 1970                  |
| 19.                          | 24.09.1969                   | Sztokholm, Szwecja           | Szwecja                      | 0:2                          | 0                            | towarzyski                   |